# Kitaotao
Kitaotao ist eine philippinische Stadtgemeinde in der Provinz Bukidnon. 

## Geografie

### Geografische Lage
Die Stadtgemeinde Kitaotao liegt im Süden der Provinz Bukidnon ungefähr 67 Kilometer von Malaybalay City, Provinzhauptstadt der Provinz Bukidnon, entfernt. Sie grenzt im Norden an die Stadtgemeinden Don Carlos, Quezon und San Fernando, im Westen an die Stadtgemeinde Kadingilan und Kibawe, im Süden an die Provinz North Cotabato und im Osten an die Provinz Davao del Norte.

### Topografie
Kitaotao hat eine Fläche 927,306941 km². 
Das Gebiet entlang des Sayre Highways bildet ein Plateau der Ostteil mit dem Pulangigebiet ist zumeist hügelig mit einer Hangneigung von 18 bis 30 %.
Entlang der Grenze zu den Provinzen North Cotabato und Davao del Norte gibt es mehrere Berge, namentlich Sinaka, Malambo, Molawit, Makaayat, Kibinaton, Mahanao, Sumalili, Zita und Kibanda. Erstere bilden ein Schutzgebiet für die Tier- und Pflanzenwelt. In diesem Gebiet sind zahlreiche Wasserfälle, wie z. B. die Sumalili-, Kinanoran-, Matigol- und Lalapoyfälle zu finden.
6,54 % der Gesamtfläche der Stadtgemeinde hat eine geringe Hangneigung von 0 bis 3 %, dies entspricht einer Fläche von 55,1974 km² in diesem Gebiet befinden sich Reispaddies
Gebiete mit einer Hangneigung von 3 bis 8 % machen 45,1582 km² aus, diese Fläche entspricht 5,35 % der Gesamtfläche der Stadtgemeinde. 18,57 % bzw. 156,6404 km² haben eine Hangneigung von 8 bis 18 % und 25,38 % bzw. 214,0927 km² haben eine Hangneigung von 18 bis 30 %.
Den größten Anteil an der Gesamtfläche haben die Berge an der Grenze zu North Cotabato und Davao del Sur mit 26,31 % bzw. 221,9489 km² dieses Gebiet befindet sich überwiegend im Baranggay Sinuda und im Osten der Stadtgemeinde hier beträgt die Hangneigung zwischen 30 und 50 %. Sehr steile Gebiete, mit einer Hangneigung von mehr als 50 % haben einen Anteil 17,84 % bzw. 150,5023 km² und befinden sich auf dem Gebiet der Baranggays Kahusayan, Kipilas, Panganan und Digongan.

### Hydrografie
Das Gebiet der Stadtgemeinde Kitaotao entwässert im Allgemeinen in Richtung Süden und Osten. Die wichtigsten Fließgewässer sind die Flüsse Pulangi, Muleta, Kulaman, Rawari, Zita, Salug und Simod.

### Klima
Die durchschnittliche Temperatur ist verhältnismäßig niedrig, die Niederschläge verteilen sich gleichmäßig über das gesamte Jahr. 

### Bodentypen
Auf dem Gebiet der Stadtgemeinde gibt es mehrere Bodentypen. Der am weitesten verbreitete ist Kidapawan Ton-Lehm, Adtuyon-Lehm sowie alluvialer Boden ist ebenfalls verbreitet. In manchen Gebieten der Stadtgemeinde, wie z. B. in Poblacion, wird das Grundgebirge von einer mächtigen Bodenschicht überdeckt. 
Felsen vulkanischer Zusammensetzung und Struktur sind im Allgemeinen sehr selten, obgleich an einzelnen isolierten Stellen sehr häufig zu finden.

### Baranggays
Kitaotao besteht aus 217 Sitios und ist politisch in 35 Baranggays unterteilt, diese wiederum bilden vier sogenannte Distrikte. Distrikt I besteht aus sieben Baranggays, Distrikt II besteht aus fünf Baranggays, Distrikt III besteht aus neun Baranggays und Distrikt IV besteht aus 14 Baranggays.
| - Balangigay - Balukbukan - Bershiba - Bobong - Bolocaon - Cabalantian - Calapaton - Sinaysayan (Dalurong) - Kahusayan - Kalumihan - Kauyonan - Kimolong | - Kitaihon - Kitobo - Magsaysay - Malobalo - Metebagao - Sagundanon - Pagan - Panganan - Poblacion - San Isidro - San Lorenzo - Santo Rosario | - Sinuda (Simod) - Tandong - Tawas - White Kulaman - Napalico - Digongan - Kiulom - Binoongan - Kipilas - East Dalurong - West Dalurong |

## Geschichte
Kitaotao gehörte einst zu Kibawe. Später, nachdem Dangcagan selbstständige Stadtgemeinde wurde, gehörte Kitaotao zu Dangcagan.
Die Verabschiedung des Executive Order Nr. 444 durch Präsident Carlos P. Garcia im Jahre 1961 ebnete für einige Distrikte und Siedlungen den Weg zur selbstständigen Stadtgemeinde. Durch Unterstützung von Benjamin B. Tabios, zu jener Zeit Kongressabgeordneter für die Provinz Bukidnon, wurde durch den Kongress eine Gesetzesvorlage verabschiedet (House Bill Nr. 1655), diese wurde von Präsident Ferdinand E. Marcos unterzeichnet und als Republic Act Nr. 4801 verabschiedet. Dieser beinhaltete die Gründung der Stadtgemeinde Kitaotao in der Provinz Bukidnon zum 18. Juni 1966.
Die ersten Wahlen fanden im November 1967 statt.

## Bevölkerungsstruktur und Religionen

### Siedlungsstruktur
Beim Zensus 2000 wurden insgesamt 37.733 Einwohner registriert, dies bedeutet ein Rückgang von 671 (0,352 %) gegenüber dem Zensus 1995
Das bevölkerungsreichste Baranggay war Sinuda mit 4655 Einwohnern. Das Baranggay Cabalantian hatte mit 325 Einwohnern die niedrigste Einwohnerzahl.

### Religionen
Mit einem Anteil von 70,29 % gehören die meisten Einwohner Kitaotaos der Römisch-Katholischen Kirche an, gefolgt von Anhängern der Baptisten, Aglipayan Kirche, Iglesia ni Cristo, UCCP und anderen Religionen.

### Sprachen
Die meistgesprochene Sprache ist Cebuano, daneben werden die Sprachen Waray-Waray, Ilokano, Ilongo sowie andere Sprachen der einheimischen Ethnien gesprochen.

## Wirtschaft
Der bedeutendste Lebensunterhalt der Einwohner Kitaotaos ist die Landwirtschaft, dies spiegelt sich in der Zahl der landwirtschaftlichen Kooperativen und Vereinigungen, sowie dem hohen Anteil landwirtschaftlich genutzter Fläche wider. Hauptprodukte sind Mais und Reis, daneben werden Kokosnüsse, Kaffee, Zuckerrohr, Kautschuk, Kakao und Obstbäume angebaut. Die landwirtschaftliche Verarbeitungsindustrie beschränkt sich auf Maisschälereien und Reismühlen, des Weiteren dient Heimarbeit dem Lebensunterhalt der Menschen. Diese beschränkt sich jedoch auf die Produktion von Matten sowie Schneiderei und Kunsthandwerk.